# Boj (textil)
Boj är ett grovt, tättvävt vävt och ruggat tyg av ull vävt i tuskaft alltid enfärgat. Boj har bland annat använts som draperityg att brodera på, även som möbeltyg eller till överkast. Boj användes under 1600-1800-talet bland annat som fodertyg i militära uniformer, som tex i de karolinska uniformerna.
Benämningen boj har använts i svenskan sedan 1624 och kommer av franska och italienska ord för brun, vilka i sin tur härrör från latinets badius (kastanjebrun). 